# Jaderná elektrárna Prevlaka
Jaderná elektrárna Prevlaka (chorvatsky Nuklearna elektrana Prevlaka) byla plánovanou jadernou elektrárnou v Jugoslávii. Nacházet se měla na řece Sávě, poblíž města Prevlaka v Záhřebské župě v dnešním Chorvatsku. Po jaderné havárii v Černobylu v roce 1986 byly plány odloženy.

## Historie a technické informace

### Počátky
V roce 1981 došlo ke sjednocení energetických sdružení Chorvatska a Slovinska a společně začala být plánována výstavba jednoblokové jaderné elektrárny o výkonu 1000 až 1200 MW u Prevlaky. Elektrárna byla součástí projektu, který zahrnoval výstavbu pěti jaderných elektráren v Jugoslávii. Bylo plánováno, že stavba začne v roce 1985 a výstavba bloku bude dokončena nejpozději v roce 1992.
Dne 22. června 1984 bylo zahájeno výběrové řízení na stavbu jaderné elektrárny. Jaderná elektrárna Prevlaka se měla stát druhou jadernou elektrárnou v Jugoslávii po jaderné elektrárně Krško.
Počítalo se s výstavbou gigawattového tlakovodního reaktoru, o bezmála 300 MW většího, než byl postaven v Kršku. V roce 1986 začala Jugoslávie hledat zahraniční partnery pro půjčky na financování čtyř nových jaderných elektráren. Environmentální a politické změny však učinily tento program koncem 80. let neatraktivním. Dalším problémem byl výsledný nárůst zahraničního dluhu.
Někteří politici se obávali, že by výstavba nových jaderných elektráren mohla vést ke sporu mezi Východem a Západem. Elektrárna Krško a plánovaná elektrárna Prevlaka byly financovány západními partnery, zatímco tři další závody v Srbsku, Makedonii a Černé Hoře měly být financovány Sovětským svazem.

### Ukončení projektu
Po havárii v černobylské jaderné elektrárně v roce 1986 chorvatská vláda vyňala výstavbu jaderné elektrárny z regionálního plánu na roky 1986 až 1990. Dalším důvodem byly regionální spory. Stavba proto byla odložena na 90. léta 20. století. Později se diskutovalo, zda by přehradny na řece Drině a lignit z domácích zásob mohl nahradit jadernou energii. Posledním hřebíčkem do rakve projektu byla válka na Balkáně.

## Informace o reaktorech
| Reaktor    | Typ reaktoru   | Výkon | Výkon      | Zahájení výstavby                      | Připojení k síti                       | Uvedení do provozu                     | Uzavření                               |
| Reaktor    | Typ reaktoru   | Čistý | Hrubý      | Zahájení výstavby                      | Připojení k síti                       | Uvedení do provozu                     | Uzavření                               |
| ---------- | -------------- | ----- | ---------- | -------------------------------------- | -------------------------------------- | -------------------------------------- | -------------------------------------- |
| Prevlaka-1 | Westinghouse M | -     | do 1200 MW | Plánovaná výstavba zrušena v roce 1986 | Plánovaná výstavba zrušena v roce 1986 | Plánovaná výstavba zrušena v roce 1986 | Plánovaná výstavba zrušena v roce 1986 |